# A Dal (2025)
A Dal 2025 egy hétrészes tehetségkutató műsor, melynek keretén belül a nézők és a szakmai zsűri kiválasztja, hogy melyik a legjobb magyar sláger. Az MTVA és a Duna Média 2024. október 30-án délelőtt tette közzé a pályázati feltételeket és a hivatalos versenyszabályzatot. A versenybe 2024. november 19-ig jelentkezhettek az előadók és a zenekarok.

## A helyszín
A műsor helyszínéül az előző évekhez hasonlóan az MTVA Kunigunda útjai székházának 600 m2-es egyes stúdiója szolgál, Budapesten.

## A műsorvezetők és a zsűritagok
A tizennegyedik évad házigazdái Rókusfalvy Lili és Fodor Imre lettek, előbbi ötödik alkalommal, 2020, 2022, 2023 és 2024 után látja el ezt a feladatot újból, míg Fodor Imre 2023 és 2024 után harmadik alkalommal lesz műsorvezetője a produkciónak.
A szakmai zsűrit képviseli:
- Ferenczi György: Artisjus- és kétszeres EMeRTon-díjas zenész, a Rackajam zenekar frontembere
- Gubik Petra: Junior Prima díjas színésznő, énekesnő
- Németh Lojzi: Máté Péter-díjas magyar zeneszerző, dalszövegíró, hangmérnök, producer, a Bikini basszusgitárosa
- Szandi: kétszeres EMeRTon-díjas magyar énekesnő, a 2018-as Eurovíziós Dalfesztivál egyik magyar zsűritagja

## A résztvevők
Az MTVA 2025. január 27-én jelentette be az élő műsorsorozatba jutottak névsorát.
| Előadó                             | Dal                          | Zene és szöveg |
| ---------------------------------- | ---------------------------- | --- |
| Arany Timi és Benedekfi István     | Száz szó                     | Benedekfi István |
| Asphalt Horsemen                   | Mesél a szél                 | Megyesi Balázs Bencsik István Lőrincz Károly                                                                                                 |
| B. Nagy Réka                       | Évszakok                     | B. Nagy Réka |
| Beretka Ádám                       | Lopott éjszakák              | Beretka Ádám Zdosek János Ádám Németh Bendegúz                                                                                               |
| Bihal Roland                       | Nem felejtem                 | Vígh Arnold Hasenfracz Bernadett Bihal Roland                                                                                                |
| Borbély Richárd                    | Nagyapám                     | Borbély Richárd |
| Budai Krisztofer                   | Délibáb                      | Budai Krisztofer Kökény Károly Dániel |
| Burcsányi                          | Kolett                       | Burcsányi Ádám Steitz Márton János Szlancsik Ádám Péter Farkas Zsombor                                                                       |
| Czigány Judit                      | Üvöltenék                    | Balogh János Czigány Judit |
| Dankó Tünde                        | Rózsaszín                    | Dankó Tünde |
| FankaDeli                          | Ahogy telik az idő           | Jurriaan van Hoffen Kőházy Ferenc |
| Fehér Kármen                       | Gyáva oroszlán               | Vígh Arnold Hasenfracz Bernadett |
| Fehér Zoli                         | Főnix                        | Fehér Zoltán Gábor Csipkés Sándor Gyepes Tamás                                                                                               |
| Felvidéki Jazz Land                | Kicsikém                     | Ondrej Csonka |
| Gypo Circus X Szirota Jennifer     | Szél úgy beszél...           | Velcsev Dejanov Kosta Nagy Gellért Préda-Kovács Zsolt Kecskeméti Sándor Szirota Dzsenifer Muhel Zoltán Miron Andrea Delia Drahota Ádám Gergő |
| Here We Are                        | Őrzöm az álmod               | Kacsenyák Gábor Zsarnai Dávid András Zán Tamás                                                                                               |
| Iceboyz                            | Szerelemánia                 | Fodor Szabolcs Nagy Dániel |
| Ivon                               | Mondd, milyen érzés?         | Schwenk András |
| Juhos Zsófi                        | Mindenem                     | Juhos Zsófi Tobi Verheij Tammy Nižňanská Hildebrand Dóra Patocska Olivér                                                                     |
| Kolos                              | Szeress azért, aki én vagyok | Szabó Tibor |
| Kuna Vali és a HungaroSwing        | Nincs másik út               | Bíróné Ferencz-Kuna Valéria Ferencz-Kuna Gyula Kuna Márton Kuna Bence Ditzmann Tamás István                                                  |
| No Sugar                           | Boldog leszek                | Bereczky Botond György Lívia Basilidesz László Zoltán Ferenczi Zoltán Gábor Balázs Zoltán Balázs Bence István                                |
| Pál-Baláž Karmen & Patocska Olivér | Álmok                        | Pál-Baláž Karmen Agnesa Vrzalová |
| Pinkers                            | KFK                          | Pink Edvárd Lukács Lilla |
| Ragazzi Razzi                      | Rakétakölyök                 | Szilágyi László |
| Raul                               | Ciao! Ciao!                  | Dajka Raul Szabadi Mózes |
| Somorjai Ilona                     | Nem fáj                      | Vígh Arnold Hasenfracz Bernadett |
| Storyum                            | Monoton                      | Janik Zsolt Janik Zsigrai Klára |
| Szabó Ádám                         | Örök hűség                   | Szabó Ádám |
| Szimplán                           | Madaram                      | Csány András Surányi Eszter Buzás Bence |
| Z!ENEMi                            | Kettesben önmagammal         | Balogh Szabolcs Csontos Krisztián Szvoboda László Mezei Gergely Hudák Attila Horváth Gergő                                                   |
| Zabos Regina és Káté               | Mást ölelj                   | Kálmán Tamás |

## A versenyszabályok változása
Az MTVA és a Duna Média 2024. október 30-án tette közzé a pályázati feltételeket és a hivatalos versenyszabályzatot. A műsor fődíja továbbra sem az Eurovíziós Dalfesztiválon való fellépés lehetősége. A versenybe a 2024. június 15-e utáni dalokat várják. Az élő műsorsorozatba ezúttal 32 produkció kerül be, mely a versenysorozat története során először kevesebb, mint a korábbi évben.

## A verseny
Februárban és márciusban összesen hét show-műsort adnak le. A műsorok során a szakmai zsűri, illetve a közönség szavazata dönt arról, hogy melyik dal kapja a Magyarország legjobb dala címet. Ez lesz a hatodik alkalom, hogy a győztes nem kapja meg az Eurovíziós Dalfesztiválon való indulás lehetőségét, sőt Magyarország nem is nevez indulót a nemzetközi versenyre már hatodik éve.
A Dal nyertese a pályázati felhívás szerint "népszerűséget, ismertséget, sok-sok megjelenést és szeretetet" szerezhet, valamint MTVA felajánlásában rögzítheti új albumát, és egy videoklipet 10 millió forint összértékben.

## Élő adások
Minden élő műsorban a négytagú zsűri közvetlenül a produkciók elhangzása után pontozza az egyes dalokat 1-től 10-ig, amihez hozzáadódik a nézői átlagpontszám. A kialakult sorrend alapján a négy válogatóból 3 dal, a két elődöntőből 3 dal automatikusan a következő fordulóba kerül. Ha a pontozás során holtverseny alakul ki, a zsűri egyszerű szótöbbséggel dönt a továbbjutó dal(ok)ról.
A válogatókban és elődöntőkben a pontszámok alapján nem továbbjutó versenydalokra, – válogatónként 5, elődöntőnként 5 produkcióra a zsűri megment egy további produkciót.
A Dal 2025 adásaiban a dal előadásában a döntőn kívül maximum 12 személy vehet részt a színpadon. Élő állat szerepeltetése továbbra sem engedélyezett.
A műsort élőben feliratozzák, mely elérhető a Dunán a teletext 333. oldalán.

### Válogatók
Az MTVA a négy válogatót 2025. február 15-én, február 22-én, március 1-jén és március 8-án tartja. A négytagú zsűri közvetlenül a dalok elhangzása után pontozta az egyes dalokat 1-től 10-ig. A műsort élőben közvetíti a Duna, illetve interneten adal.hu.

#### Első válogató
| Első válogató – 2025. február 15. | Első válogató – 2025. február 15.  | Első válogató – 2025. február 15. | Első válogató – 2025. február 15. | Első válogató – 2025. február 15. | Első válogató – 2025. február 15. | Első válogató – 2025. február 15. | Első válogató – 2025. február 15. | Első válogató – 2025. február 15. | Első válogató – 2025. február 15. |
| #                                 | Előadó                             | Dal (zene / szöveg) | Pontozás                          | Pontozás                          | Pontozás                          | Pontozás                          | Pontozás                          | Pontozás                          | Eredmény                          |
| #                                 | Előadó                             | Dal (zene / szöveg) | Ferenczi György                   | Gubik Petra                       | Németh Lojzi                      | Szandi                            | Nézők                             | Σ                                 | Eredmény                          |
| --------------------------------- | ---------------------------------- | --- | --------------------------------- | --------------------------------- | --------------------------------- | --------------------------------- | --------------------------------- | --------------------------------- | --------------------------------- |
| 1                                 | Gypo Circus X Szirota Jennifer     | Szél úgy beszél... (Velcsev Dejanov Kosta, Nagy Gellért, Préda-Kovács Zsolt, Kecskeméti Sándor, Szirota Dzsenifer, Muhel Zoltán, Miron Andrea Delia, Drahota Ádám Gergő) | 9                                 | 9                                 | 9                                 | 9                                 | 9                                 | 45                                | Továbbjutott                      |
| 2                                 | Dankó Tünde                        | Rózsaszín (Dankó Tünde) | 7                                 | 7                                 | 8                                 | 7                                 | 6                                 | 35                                | Kiesett                           |
| 3                                 | Fehér Kármen                       | Gyáva oroszlán (Vígh Arnold, Hasenfracz Bernadett) | 8                                 | 7                                 | 7                                 | 7                                 | 7                                 | 36                                | Kiesett                           |
| 4                                 | Borbély Richárd                    | Nagyapám (Borbély Richárd) | 10                                | 10                                | 10                                | 10                                | 8                                 | 48                                | Továbbjutott                      |
| 5                                 | Storyum                            | Monoton (Janik Zsolt, Janik Zsigrai Klára) | 8                                 | 8                                 | 8                                 | 8                                 | 8                                 | 40                                | Kiesett                           |
| 6                                 | Pál-Baláž Karmen & Patocska Olivér | Álmok (Pál-Baláž Karmen, Agnesa Vrzalová) | 9                                 | 9                                 | 10                                | 10                                | 9                                 | 47                                | Továbbjutott                      |
| 7                                 | Czigány Judit                      | Üvöltenék (Balogh János, Czigány Judit) | 9                                 | 9                                 | 9                                 | 9                                 | 8                                 | 44                                | Továbbjutott                      |
| 8                                 | FankaDeli                          | Ahogy telik az idő (Jurriaan van Hoffen, Kőházy Ferenc) | 9                                 | 9                                 | 9                                 | 8                                 | 9                                 | 44                                | Kiesett                           |

#### Második válogató
| Második válogató – 2025. február 22. | Második válogató – 2025. február 22. | Második válogató – 2025. február 22.                                               | Második válogató – 2025. február 22. | Második válogató – 2025. február 22. | Második válogató – 2025. február 22. | Második válogató – 2025. február 22. | Második válogató – 2025. február 22. | Második válogató – 2025. február 22. | Második válogató – 2025. február 22. |
| #                                    | Előadó                               | Dal (zene / szöveg)                                                                | Pontozás                             | Pontozás                             | Pontozás                             | Pontozás                             | Pontozás                             | Pontozás                             | Eredmény                             |
| #                                    | Előadó                               | Dal (zene / szöveg)                                                                | Ferenczi György                      | Gubik Petra                          | Németh Lojzi                         | Szandi                               | Nézők                                | Σ                                    | Eredmény                             |
| ------------------------------------ | ------------------------------------ | ---------------------------------------------------------------------------------- | ------------------------------------ | ------------------------------------ | ------------------------------------ | ------------------------------------ | ------------------------------------ | ------------------------------------ | ------------------------------------ |
| 1                                    | B. Nagy Réka                         | Évszakok (B. Nagy Réka)                                                            | 8                                    | 8                                    | 8                                    | 8                                    | 8                                    | 40                                   | Kiesett                              |
| 2                                    | Burcsányi                            | Kolett (Burcsányi Ádám, Steitz Márton János, Szlancsik Ádám Péter, Farkas Zsombor) | 8                                    | 8                                    | 7                                    | 7                                    | 9                                    | 39                                   | Kiesett                              |
| 3                                    | Ragazzi Razzi                        | Rakétakölyök (Szilágyi László)                                                     | 8                                    | 8                                    | 8                                    | 8                                    | 7                                    | 39                                   | Kiesett                              |
| 4                                    | Szabó Ádám                           | Örök hűség (Szabó Ádám)                                                            | 9                                    | 9                                    | 9                                    | 9                                    | 8                                    | 44                                   | Továbbjutott                         |
| 5                                    | Felvidéki Jazz Land                  | Kicsikém (Ondrej Csonka)                                                           | 9                                    | 10                                   | 10                                   | 10                                   | 8                                    | 47                                   | Továbbjutott                         |
| 6                                    | Zabos Regina és Káté                 | Mást ölelj (Kálmán Tamás)                                                          | 8                                    | 9                                    | 8                                    | 9                                    | 8                                    | 42                                   | Továbbjutott                         |
| 7                                    | Somorjai Ilona                       | Nem fáj (Vígh Arnold, Hasenfracz Bernadett)                                        | 8                                    | 8                                    | 8                                    | 9                                    | 8                                    | 41                                   | Kiesett                              |
| 8                                    | Here We Are                          | Őrzöm az álmod (Kacsenyák Gábor, Zsarnai Dávid András, Zán Tamás)                  | 9                                    | 9                                    | 9                                    | 9                                    | 8                                    | 44                                   | Továbbjutott                         |

#### Harmadik válogató
| Harmadik válogató – 2025. március 1. | Harmadik válogató – 2025. március 1. | Harmadik válogató – 2025. március 1.                                                                                               | Harmadik válogató – 2025. március 1. | Harmadik válogató – 2025. március 1. | Harmadik válogató – 2025. március 1. | Harmadik válogató – 2025. március 1. | Harmadik válogató – 2025. március 1. | Harmadik válogató – 2025. március 1. | Harmadik válogató – 2025. március 1. |
| #                                    | Előadó                               | Dal (zene / szöveg) | Pontozás                             | Pontozás                             | Pontozás                             | Pontozás                             | Pontozás                             | Pontozás                             | Eredmény                             |
| #                                    | Előadó                               | Dal (zene / szöveg) | Ferenczi György                      | Gubik Petra                          | Németh Lojzi                         | Szandi                               | Nézők                                | Σ                                    | Eredmény                             |
| ------------------------------------ | ------------------------------------ | --- | ------------------------------------ | ------------------------------------ | ------------------------------------ | ------------------------------------ | ------------------------------------ | ------------------------------------ | ------------------------------------ |
| 1                                    | Pinkers                              | KFK (Pink Edvárd, Lukács Lilla) | 9                                    | 9                                    | 10                                   | 9                                    | 7                                    | 44                                   | Továbbjutott                         |
| 2                                    | Juhos Zsófi                          | Mindenem (Juhos Zsófi, Tobi Verheij, Tammy Nižňanská, Hildebrand Dóra, Patocska Olivér)                                            | 8                                    | 8                                    | 8                                    | 8                                    | 7                                    | 39                                   | Kiesett                              |
| 3                                    | No Sugar                             | Boldog leszek (Bereczky Botond, György Lívia, Basilidesz László Zoltán, Ferenczi Zoltán Gábor, Balázs Zoltán, Balázs Bence István) | 9                                    | 8                                    | 9                                    | 8                                    | 8                                    | 42                                   | Kiesett                              |
| 4                                    | Budai Krisztofer                     | Délibáb (Budai Krisztofer, Kökény Károly Dániel)                                                                                   | 9                                    | 8                                    | 10                                   | 10                                   | 8                                    | 45                                   | Továbbjutott                         |
| 5                                    | Kuna Vali és a HungaroSwing          | Nincs másik út (Bíróné Ferencz-Kuna Valéria, Ferencz-Kuna Gyula, Kuna Márton, Kuna Bence, Ditzmann Tamás István)                   | 9                                    | 10                                   | 10                                   | 10                                   | 8                                    | 47                                   | Továbbjutott                         |
| 6                                    | Beretka Ádám                         | Lopott éjszakák (Beretka Ádám, Zdosek János Ádám, Németh Bendegúz)                                                                 | 7                                    | 8                                    | 8                                    | 8                                    | 7                                    | 38                                   | Kiesett                              |
| 7                                    | Kolos                                | Szeress azért, aki én vagyok (Szabó Tibor)                                                                                         | 8                                    | 9                                    | 8                                    | 9                                    | 9                                    | 43                                   | Kiesett                              |
| 8                                    | Bihal Roland                         | Nem felejtem (Vígh Arnold, Hasenfracz Bernadett, Bihal Roland)                                                                     | 9                                    | 8                                    | 10                                   | 10                                   | 8                                    | 45                                   | Továbbjutott                         |

#### Negyedik válogató
| Negyedik válogató – 2025. március 8. | Negyedik válogató – 2025. március 8. | Negyedik válogató – 2025. március 8.                                                                                   | Negyedik válogató – 2025. március 8. | Negyedik válogató – 2025. március 8. | Negyedik válogató – 2025. március 8. | Negyedik válogató – 2025. március 8. | Negyedik válogató – 2025. március 8. | Negyedik válogató – 2025. március 8. | Negyedik válogató – 2025. március 8. |
| #                                    | Előadó                               | Dal (zene / szöveg) | Pontozás                             | Pontozás                             | Pontozás                             | Pontozás                             | Pontozás                             | Pontozás                             | Eredmény                             |
| #                                    | Előadó                               | Dal (zene / szöveg) | Ferenczi György                      | Gubik Petra                          | Németh Lojzi                         | Szandi                               | Nézők                                | Σ                                    | Eredmény                             |
| ------------------------------------ | ------------------------------------ | --- | ------------------------------------ | ------------------------------------ | ------------------------------------ | ------------------------------------ | ------------------------------------ | ------------------------------------ | ------------------------------------ |
| 1                                    | Iceboyz                              | Szerelemánia (Fodor Szabolcs, Nagy Dániel)                                                                             | 8                                    | 9                                    | 10                                   | 9                                    | 7                                    | 43                                   | Továbbjutott                         |
| 2                                    | Fehér Zoli                           | Főnix (Fehér Zoltán Gábor, Csipkés Sándor, Gyepes Tamás)                                                               | 8                                    | 9                                    | 9                                    | 8                                    | 7                                    | 41                                   | Kiesett                              |
| 3                                    | Ivon                                 | Mondd, milyen érzés? (Schwenk András)                                                                                  | 8                                    | 9                                    | 9                                    | 8                                    | 8                                    | 42                                   | Kiesett                              |
| 4                                    | Raul                                 | Ciao! Ciao! (Dajka Raul, Szabadi Mózes)                                                                                | 7                                    | 7                                    | 7                                    | 7                                    | 7                                    | 35                                   | Kiesett                              |
| 5                                    | Z!ENEMi                              | Kettesben önmagammal (Balogh Szabolcs, Csontos Krisztián, Szvoboda László, Mezei Gergely, Hudák Attila, Horváth Gergő) | 9                                    | 10                                   | 10                                   | 10                                   | 9                                    | 48                                   | Továbbjutott                         |
| 6                                    | Arany Timi és Benedekfi István       | Száz szó (Benedekfi István)                                                                                            | 9                                    | 9                                    | 9                                    | 10                                   | 8                                    | 45                                   | Továbbjutott                         |
| 7                                    | Szimplán                             | Madaram (Dajka Raul, Szabadi Mózes)                                                                                    | 8                                    | 10                                   | 8                                    | 8                                    | 8                                    | 42                                   | Kiesett                              |
| 8                                    | Asphalt Horsemen                     | Mesél a szél (Megyesi Balázs, Bencsik István, Lőrincz Károly)                                                          | 10                                   | 10                                   | 9                                    | 10                                   | 9                                    | 48                                   | Továbbjutott                         |

### Elődöntők
Az MTVA a két elődöntőt 2025. március 16-án és március 22-én tartja. Az elődöntőkben minden produkciót crossover átiratban kell előadni a versenyzőknek. Ezek elkészítése az MTVA által felkért szakmai segítők iránymutatása alapján történik és a fix session zenekar is segítséget nyújt a produkcióknak.

#### Első elődöntő
Az elődöntő vendégelőadója lesz a tehetségkutató műsor négytagú zsűrije: Gubik Petra, Szandi, Németh Lojzi és Ferenczi György.
| Első elődöntő – 2025. március 16. | Első elődöntő – 2025. március 16.  | Első elődöntő – 2025. március 16. | Első elődöntő – 2025. március 16. | Első elődöntő – 2025. március 16. | Első elődöntő – 2025. március 16. | Első elődöntő – 2025. március 16. | Első elődöntő – 2025. március 16. | Első elődöntő – 2025. március 16. | Első elődöntő – 2025. március 16. | Első elődöntő – 2025. március 16. |
| #                                 | Előadó                             | Dal (zene / szöveg) | Átdolgozás                        | Pontozás                          | Pontozás                          | Pontozás                          | Pontozás                          | Pontozás                          | Pontozás                          | Eredmény                          |
| #                                 | Előadó                             | Dal (zene / szöveg) | Átdolgozás                        | Ferenczi György                   | Gubik Petra                       | Németh Lojzi                      | Szandi                            | Nézők                             | Σ                                 | Eredmény                          |
| --------------------------------- | ---------------------------------- | --- | --------------------------------- | --------------------------------- | --------------------------------- | --------------------------------- | --------------------------------- | --------------------------------- | --------------------------------- | --------------------------------- |
| 1                                 | Szabó Ádám                         | Örök hűség (Szabó Ádám) | rock                              | 10                                | 10                                | 10                                | 10                                | 7                                 | 47                                | Továbbjutott                      |
| 2                                 | Czigány Judit                      | Üvöltenék (Balogh János, Czigány Judit) | akusztikus                        | 8                                 | 9                                 | 9                                 | 8                                 | 7                                 | 41                                | Kiesett                           |
| 3                                 | Here We Are                        | Őrzöm az álmod (Kacsenyák Gábor, Zsarnai Dávid András, Zán Tamás) | népzene                           | 8                                 | 9                                 | 9                                 | 9                                 | 9                                 | 44                                | Kiesett                           |
| 4                                 | Pinkers                            | KFK (Pink Edvárd, Lukács Lilla) | dzsessz                           | 9                                 | 10                                | 10                                | 10                                | 8                                 | 47                                | Továbbjutott                      |
| 5                                 | Gypo Circus X Szirota Jennifer     | Szél úgy beszél... (Velcsev Dejanov Kosta, Nagy Gellért, Préda-Kovács Zsolt, Kecskeméti Sándor, Szirota Dzsenifer, Muhel Zoltán, Miron Andrea Delia, Drahota Ádám Gergő) | dzsessz                           | 10                                | 10                                | 9                                 | 10                                | 9                                 | 48                                | Továbbjutott                      |
| 6                                 | Pál-Baláž Karmen & Patocska Olivér | Álmok (Pál-Baláž Karmen, Agnesa Vrzalová) | népzene                           | 9                                 | 10                                | 10                                | 10                                | 8                                 | 47                                | Továbbjutott                      |
| 7                                 | Budai Krisztofer                   | Délibáb (Budai Krisztofer, Kökény Károly Dániel) | szving                            | 9                                 | 8                                 | 8                                 | 8                                 | 7                                 | 40                                | Kiesett                           |
| 8                                 | Arany Timi és Benedekfi István     | Száz szó (Benedekfi István) | rock                              | 9                                 | 9                                 | 9                                 | 9                                 | 8                                 | 44                                | Kiesett                           |

#### Második elődöntő
| Második elődöntő – 2025. március 22. | Második elődöntő – 2025. március 22. | Második elődöntő – 2025. március 22.                                                                                   | Második elődöntő – 2025. március 22. | Második elődöntő – 2025. március 22. | Második elődöntő – 2025. március 22. | Második elődöntő – 2025. március 22. | Második elődöntő – 2025. március 22. | Második elődöntő – 2025. március 22. | Második elődöntő – 2025. március 22. | Második elődöntő – 2025. március 22. |
| #                                    | Előadó                               | Dal (zene / szöveg) | Átdolgozás                           | Pontozás                             | Pontozás                             | Pontozás                             | Pontozás                             | Pontozás                             | Pontozás                             | Eredmény                             |
| #                                    | Előadó                               | Dal (zene / szöveg) | Átdolgozás                           | Ferenczi György                      | Gubik Petra                          | Németh Lojzi                         | Szandi                               | Nézők                                | Σ                                    | Eredmény                             |
| ------------------------------------ | ------------------------------------ | --- | ------------------------------------ | ------------------------------------ | ------------------------------------ | ------------------------------------ | ------------------------------------ | ------------------------------------ | ------------------------------------ | ------------------------------------ |
| 1                                    | Kuna Vali és a HungaroSwing          | Nincs másik út (Bíróné Ferencz-Kuna Valéria, Ferencz-Kuna Gyula, Kuna Márton, Kuna Bence, Ditzmann Tamás István)       | akusztikus                           | 9                                    | 9                                    | 9                                    | 9                                    | 8                                    | 44                                   | Kiesett                              |
| 2                                    | Zabos Regina és Káté                 | Mást ölelj (Kálmán Tamás)                                                                                              | dzsessz                              | 10                                   | 10                                   | 10                                   | 10                                   | 7                                    | 47                                   | Továbbjutott                         |
| 3                                    | Borbély Richárd                      | Nagyapám (Borbély Richárd)                                                                                             | rock                                 | 9                                    | 10                                   | 10                                   | 9                                    | 8                                    | 46                                   | Továbbjutott                         |
| 4                                    | Z!ENEMi                              | Kettesben önmagammal (Balogh Szabolcs, Csontos Krisztián, Szvoboda László, Mezei Gergely, Hudák Attila, Horváth Gergő) | szving                               | 9                                    | 9                                    | 9                                    | 10                                   | 9                                    | 46                                   | Kiesett                              |
| 5                                    | Bihal Roland                         | Nem felejtem (Vígh Arnold, Hasenfracz Bernadett, Bihal Roland)                                                         | népzene                              | 10                                   | 9                                    | 10                                   | 9                                    | 8                                    | 46                                   | Kiesett                              |
| 6                                    | Iceboyz                              | Szerelemánia (Fodor Szabolcs, Nagy Dániel)                                                                             | akusztikus                           | 9                                    | 9                                    | 9                                    | 9                                    | 7                                    | 43                                   | Kiesett                              |
| 7                                    | Asphalt Horsemen                     | Mesél a szél (Megyesi Balázs, Bencsik István, Lőrincz Károly)                                                          | dzsessz                              | 10                                   | 10                                   | 10                                   | 10                                   | 9                                    | 49                                   | Továbbjutott                         |
| 8                                    | Felvidéki Jazz Land                  | Kicsikém (Ondrej Csonka)                                                                                               | szving                               | 10                                   | 10                                   | 10                                   | 10                                   | 8                                    | 48                                   | Továbbjutott                         |

### Döntő
A döntőt 2025. március 29-én tartotta az MTVA nyolc előadó részvételével. A végeredmény a nézői szavazás illetve a szakmai zsűri szavazatai alapján alakult ki. A zsűri a dalok elhangzása után csak szóban értékelte a produkciókat, majd az összes dal elhangzása után pontozta azokat. Az első helyezett 10 pontot kapott, a második 8-at, a harmadik 6-ot, míg a negyedik 4 pontot. A pontozás során a négy legtöbb pontot szerzett dal közül a nézők SMS-ben küldött szavazatokkal választották ki a verseny győztesét. A műsort élőben közvetítette a Duna és a Petőfi Rádió. A döntőben minden produkciót szimfonikus változatban adtak elő a versenyzők az MR Szimfonikusok közreműködésében.
| # | Előadó Dal (zene / szöveg) | Zsűri    | Zsűri    | Nézők |
| # | Előadó Dal (zene / szöveg) | Pontszám | Eredmény | Nézők |
| - | --- | -------- | -------- | ----- |
| 1 | Felvidéki Jazz Land | 0        | 7.       | —     |
| 1 | Kicsikém (Ondrej Csonka) | 0        | 7.       | —     |
| 2 | Szabó Ádám | 0        | 7.       | —     |
| 2 | Örök hűség (Szabó Ádám) | 0        | 7.       | —     |
| 3 | Zabos Regina és Káté | 8        | 6.       | —     |
| 3 | Mást ölelj (Kálmán Tamás) | 8        | 6.       | —     |
| 4 | Asphalt Horsemen | 26       | 2.       |       |
| 4 | Mesél a szél (Megyesi Balázs, Bencsik István, Lőrincz Károly) | 26       | 2.       |       |
| 5 | Pinkers | 10       | 5.       | —     |
| 5 | KFK (Pink Edvárd, Lukács Lilla) | 10       | 5.       | —     |
| 6 | Pál-Baláž Karmen & Patocska Olivér | 22       | 3.       |       |
| 6 | Álmok (Pál-Baláž Karmen, Agnesa Vrzalová) | 22       | 3.       |       |
| 7 | Borbély Richárd | 28       | 1.       |       |
| 7 | Nagyapám (Borbély Richárd) | 28       | 1.       |       |
| 8 | Gypo Circus X Szirota Jennifer | 18       | 4.       | 1.    |
| 8 | Szél úgy beszél... (Velcsev Dejanov Kosta, Nagy Gellért, Préda-Kovács Zsolt, Kecskeméti Sándor, Szirota Dzsenifer, Muhel Zoltán, Miron Andrea Delia, Drahota Ádám Gergő) | 18       | 4.       | 1.    |

#### Ponttáblázat
| \| Dalok \| Zsűri szavazatok \| Zsűri szavazatok \| Zsűri szavazatok \| Zsűri szavazatok \| Zsűri szavazatok \| \| Dalok \| Σ \| Ferenczi György \| Gubik Petra \| Németh Lojzi \| Szandi \| \| --------------------------------------------------- \| ---------------- \| ---------------- \| ---------------- \| ---------------- \| ---------------- \| \| Kicsikém (Felvidéki Jazz Land) \| 0 \| \| \| \| \| \| Örök hűség (Szabó Ádám) \| 0 \| \| \| \| \| \| Mást ölelj (Zabos Regina és Káté) \| 8 \| 8 \| \| \| \| \| Mesél a szél (Asphalt Horsemen) \| 26 \| 10 \| \| 8 \| 8 \| \| KFK (Pinkers) \| 10 \| \| 4 \| 6 \| \| \| Álmok (Pál-Baláž Karmen & Patocska Olivér) \| 22 \| \| 8 \| 4 \| 10 \| \| Nagyapám (Borbély Richárd) \| 28 \| 6 \| 6 \| 10 \| 6 \| \| Szél úgy beszél... (Gypo Circus X Szirota Jennifer) \| 18 \| 4 \| 10 \| \| 4 \| |                  |                  |                  |                  |                  |
| Dalok | Zsűri szavazatok | Zsűri szavazatok | Zsűri szavazatok | Zsűri szavazatok | Zsűri szavazatok |
| Dalok | Σ                | Ferenczi György  | Gubik Petra      | Németh Lojzi     | Szandi           |
| Kicsikém (Felvidéki Jazz Land) | 0                |                  |                  |                  |                  |
| Örök hűség (Szabó Ádám) | 0                |                  |                  |                  |                  |
| Mást ölelj (Zabos Regina és Káté) | 8                | 8                |                  |                  |                  |
| Mesél a szél (Asphalt Horsemen) | 26               | 10               |                  | 8                | 8                |
| KFK (Pinkers) | 10               |                  | 4                | 6                |                  |
| Álmok (Pál-Baláž Karmen & Patocska Olivér) | 22               |                  | 8                | 4                | 10               |
| Nagyapám (Borbély Richárd) | 28               | 6                | 6                | 10               | 6                |
| Szél úgy beszél... (Gypo Circus X Szirota Jennifer) | 18               | 4                | 10               |                  | 4                |

A nézői szavazás alapján A Dalt a Gypo Circus és Szirota Jennifer nyerte. A versenydaluk, a Szél úgy beszél... megfelelt volna az Eurovíziós Dalfesztivál szabályainak, hiszen 2024. szeptember 1-je után mutatták be nyilvánosan.

## Visszatérő előadók
Az egyes fordulók neveinek megváltozása miatt a 2013 és 2016 között életben lévő elődöntő–középdöntő–döntő rendszer elnevezése a táblázatban a 2017-ben bevezetett válogató–elődöntő–döntő formátumban olvasható.
| Előadó                                        | Előző év(ek)                              | Előző dal(ok)                                                      | Előző legjobb eredmény(ek)                |
| A Dal eurovíziós nemzeti dalválasztó show     | A Dal eurovíziós nemzeti dalválasztó show | A Dal eurovíziós nemzeti dalválasztó show                          | A Dal eurovíziós nemzeti dalválasztó show |
| --------------------------------------------- | ----------------------------------------- | ------------------------------------------------------------------ | ----------------------------------------- |
| Fehér Zoli                                    | 2013                                      | Nincs baj! Tűz van!                                                | Első válogató (=7. hely)                  |
| Kuna Vali (A HungaroSwinggel közösen)         | 2015                                      | Run to You (A Fourtissimo tagjaként, Éliás Gyula közreműködésében) | Második elődöntő (7. hely)                |
| Kuna Vali (A HungaroSwinggel közösen)         | 2018                                      | Kisnyuszi a kalapban (A Fourtissimo tagjaként)                     | Második válogató (=9. hely)               |
| Szabó Ádám                                    | 2013                                      | Hadd legyen más                                                    | Második válogató (9. hely)                |
| Szabó Ádám                                    | 2015                                      | Give Me Your Love                                                  | Döntő (2. hely)                           |
| Szabó Ádám                                    | 2017                                      | Together                                                           | Második elődöntő (=7. hely)               |
| Szabó Ádám                                    | 2018                                      | I Let You Run Away (A yesyes tagjaként)                            | Döntő (2. hely)                           |
| Szabó Ádám                                    | 2019                                      | Incomplete (A yesyes tagjaként)                                    | Első elődöntő (=8. hely)                  |
| A Dal tehetségkutató műsor                    |                                           |                                                                    |                                           |
| Arany Timi (Benedekfi Istvánnal közösen)      | 2020                                      | Hurrikán                                                           | Második válogató (10. hely)               |
| Bihal Roland                                  | 2023                                      | Édenkert (Az Everflash tagjaként)                                  | Döntő (=6. hely)                          |
| Bihal Roland                                  | 2024                                      | Nyisd ki a szemed! (Az Everflash tagjaként)                        | Második elődöntő (=8. hely)               |
| Here We Are                                   | 2024                                      | Együtt egyedül                                                     | Első elődöntő (=5. hely)                  |
| Juhos Zsófi                                   | 2024                                      | Ma szerettem beléd (Patocska Olivérrel közösen)                    | Második elődöntő (5. hely)                |
| No Sugar                                      | 2021                                      | Falak                                                              | Második válogató (=5. hely)               |
| Patocska Olivér (Pál-Baláž Karmennel közösen) | 2023                                      | Utoljára látni nehéz (OliverFromEarth-ként)                        | Első elődöntő (9. hely)                   |
| Patocska Olivér (Pál-Baláž Karmennel közösen) | 2024                                      | Annak idején (OliverFromEarth-ként)                                | Harmadik válogató (=7. hely)              |
| Patocska Olivér (Pál-Baláž Karmennel közösen) | 2024                                      | Ma szerettem beléd (Juhos Zsófival közösen)                        | Második elődöntő (5. hely)                |
| Pink Edvárd (A Pinkers tagjaként)             | 2021                                      | Sodor a szél (A Pink & The Panthers tagjaként)                     | Első elődöntő (5. hely)                   |
| Pink Edvárd (A Pinkers tagjaként)             | 2022                                      | Fényes Galaxisok (A Pink & The Panthers tagjaként)                 | Második válogató (=5. hely)               |
| Pink Edvárd (A Pinkers tagjaként)             | 2022                                      | Börtön (A Ketch-csel közösen)                                      | Negyedik válogató (=5. hely)              |
| Pink Edvárd (A Pinkers tagjaként)             | 2024                                      | A nap süssön ki                                                    | Második elődöntő (=6. hely)               |
| Szabó Ádám                                    | 2024                                      | Kismadár (Szabó Jenniferrel közösen)                               | Második válogató (=7. hely)               |

## Nézettség
Jelmagyarázat
     – A Dal 2025 legmagasabb nézettsége
     – A Dal 2025 legalacsonyabb nézettsége
| Adás              | Sugárzás                          | Duna                 | Duna                 | Duna                 | Duna                | Duna                | Duna                | Forrás     |
| Adás              | Sugárzás                          | Teljes lakosság (4+) | Teljes lakosság (4+) | Teljes lakosság (4+) | Célközönség (18–59) | Célközönség (18–59) | Célközönség (18–59) | Forrás     |
| Adás              | Sugárzás                          | AMR                  | Arány (SHR%)         | Heti helyezés        | AMR                 | Arány (SHR%)        | Heti helyezés       | Forrás     |
| A Dal 2025        | A Dal 2025                        | A Dal 2025           | A Dal 2025           | A Dal 2025           | A Dal 2025          | A Dal 2025          | A Dal 2025          | A Dal 2025 |
| ----------------- | --------------------------------- | -------------------- | -------------------- | -------------------- | ------------------- | ------------------- | ------------------- | ---------- |
| Első válogató     | 2025. február 15. szombat, 19:35  | 240 807              | 6,1                  | 26.                  |                     |                     | 30+                 | [ 2 ]      |
| Második válogató  | 2025. február 22. szombat, 19:35  | 230 131              | 5,8                  | 25.                  |                     |                     | 30+                 | [ 3 ]      |
| Harmadik válogató | 2025. március 1. szombat, 19:35   | 235 935              | 6,0                  | 22.                  |                     |                     | 30+                 | [ 4 ]      |
| Negyedik válogató | 2025. március 8. szombat, 19:35   | 180 219              | 4,6                  | 29.                  |                     |                     | 30+                 | [ 5 ]      |
| Első elődöntő     | 2025. március 16. vasárnap, 19:35 | nincs adat           | nincs adat           | 50+                  |                     |                     | 50+                 | [ 6 ]      |
| Második elődöntő  | 2025. március 22. szombat, 19:35  | 170 000              | 5,4                  | 30+                  |                     |                     | 30+                 |            |
| Döntő             | 2025. március 29. szombat, 19:35  | 214 484              | 5,4                  | 27.                  |                     |                     | 30+                 | [ 7 ]      |